# دام ندوي
دام ندوي (بالفرنسية: Dame N'Doye)‏ (من مواليد 21 فبراير 1985) هو لاعب كرة قدم سنغالي يلعب كمهاجم لصالح نادي كوبنهاغن في دوري السوبر الدنماركي. وهو الشقيق الأصغر للدولي السنغالي عثمان ندوي الذي يلعب لنادي أسترا بلويستي الروماني.
بدأ اللاعب مسيرته في نادي جان دارك في السنغال في 2003 ولاعب له 3 مواسم. في 2006 عرض السد القطري 500,000 يورو لندوي سرعان ما قرر الانتقال له. وجهة اللاعب المقبلة كانت أكاديميكا كويمبرا البرتغالي من خلاله أظهر اللاعب إمكانياته العالية بلعب 24 مباراة وتسجيله 9 أهداف. وقد قاده هذا الأداء للانتقال لزعيم الكرة اليونانية باناثينايكوس صفقة تقدر 800,000 يورو. وفي أغسطس 2008 انتقل لنادي أوفي كريت. في 12 يناير 2009 وقع اللاعب عقد يمتد لأربعة مواسم ونصف مع النادي الدنماركي كوبنهاغن، لم يتم الكثف عن قيمة الصفقة ولاكنه قيل أنها كانت 2 مليون يورو.

## روابط خارجية
- دام ندوي على موقع الاتحاد الدولي (مؤرشف)  (الإنجليزية)
- دام ندوي على موقع الاتحاد الأوربي (الإنجليزية)
- دام ندوي على موقع اتحاد تركيا (لاعب) (الإنجليزية)
- دام ندوي على موقع قاعدة بيانات كرة القدم.إي يو (الإنجليزية)
- دام ندوي على موقع ناشيونال فوتبول تيمز (الإنجليزية)
- دام ندوي على موقع Soccerbase.com (لاعب) (الإنجليزية)
- دام ندوي على موقع Soccerway.com (الإنجليزية)
- دام ندوي على موقع عالم كرة القدم.نت (الإنجليزية)
- دام ندوي على موقع أوليمبيديا (الإنجليزية)
- دام ندوي على موقع AS.com (الإسبانية)